# Pusiola brunneitincta
Pusiola brunneitincta là một loài bướm đêm thuộc phân họ Arctiinae, họ Erebidae.